# Анелия Николаева
Анелия Николаева Ангелова е българска изкуствоведка, кураторка и авторка на публикации, свързани с изследването и представянето на българското изкуство. Основният фокус на професионалните ѝ интереси е насочен към българското изкуство от края на XIX и първата половина на XX век.

## Биография
Анелия Николаева е родена в Търговище. Получава средното си образование в I ЕСПУ (днес I СОУ „Св. Седмочисленици“) в родния си град.
През 1991 г. постъпва в Националната художествена академия в София, специалност „Изкуствознание“. Сред преподавателите в катедрата тогава са проф. Атанас Божков, проф. Елка Бакалова, доц. Ружа Маринска, проф. Дойно Дойнов, доц. Дора Каменова. Дипломира се като магистър през 1996 г. с тема, свързана с творчеството на първия български карикатурист Александър Божинов под научното ръководство на доц. Ружа Маринска.
През 2004 г. е стипендиант на Гьоте институт в Мюнхен, Германия, а през 2022 г. е на специализация в Cité internationale des arts, Париж, Франция.

### Професионално развитие
От 1997 г. работи в Националната художествена галерия като уредник в отдел „Изследване и представяне на българското изкуство“, от 2015 г. заема длъжността главен уредник, а през юни 2025 г. след провеждането на конкурс е избрана за директор на Националната галерия с петгодишен мандат.
Участва активно в научни конференции и публикува в авторитетни издания, като утвърден глас в областта на българското изкуствознание. Членува в секция „Критика“ към Сюза на българските художници и в българската секция на ICOMOS.

## Изложби
Фокус на професионалните интереси на Анелия Николаева е българското изкуство от края на XIX и първата половина на XX век и връзките му с европейските художествени процеси. В Националната художествена галерия тя е куратор на юбилейните ретроспективи на:
- Иван Милев (1897 – 1927), 1997;[7]
- Александър Божинов (1878 – 1968), 1998;[8]
- Никола Маринов (1879 – 1948), 1999;[9]
- Елисавета Консулова-Вазова (1882 – 1965), 2002;[10]
- Васил Стоилов (1904 – 1990), 2004;[11]
- Маргарита Милиджийска (1910 – 2001), 2006;[12]
- Йосиф Питер (1881 – 1925), 2015.[13]

Куратор е на изложбите „Майстора, цветето и вселената. 120 г. от рождението на Владимир Димитров-Майстора“ от 2012 г., „Дворецът за изкуството“ през 2018 г., „Никола Маринов. Ателието на свободния дух“ през 2020, „Васил Чакъров“ през 2024 и др.
Други изследователски проекти, свързани с историята на българското изкуство, в които Анелия Николаева е куратор или съавтор в екип, са изложбите, представени в Софийската градска художествена галерия „Българските художници и Мюнхен. Модерни практики от края на XIX и първата половина на XX век“ (2008) и „Цанко Лавренов. Между модерното и канона“ (2016), „Колекция „Иван Бояджиев“ – откритието“ – СБХ, 2023 г. и проектът на фондация „Поддържане на изкуството в България“ и Съюза на българските художници „Галерии, колекции, творби“ през 2023, 2024 и 2025 г.

## Монографии, каталози, книги
Анелия Николаева е автор на публикации, отразяващи проблемите на българското изкуство в контекста на водещите европейски художествени процеси и свързани с изследователския ѝ фокус върху първите десетилетия на XX век. Сред тях са „Непознатата Елисавета Консулова-Вазова“ (2004) и „Бинка Вазова. Графични образи“ (2016).
Съставител и автор е на редица каталози към изложби и издания, посветени на българското изкуство от XX век.